# Palmophyllophyceae
Palmophyllophyceae, razred zelenih algi. Podijeljen je na 2 reda s 9 vrsta. Ime reda dolazi po rodu Palmophyllum.

## Redovi
1. Palmophyllales Zechman et al.
2. Prasinococcales Guillou et al.

|  | Zajednički poslužitelj ima još gradiva o temi Palmophyllophyceae |
|  | Wikivrste imaju podatke o taksonu Palmophyllophyceae             |